# Wyrażenie okazjonalne
Wyrażenie okazjonalne – wyrażenie języka J, które nie ma w tym języku stałego przyporządkowania do konkretnego przedmiotu, a zyskuje takie przyporządkowanie jedynie wtedy, gdy zostanie użyte w konkretnej sytuacji. Np. wyrazy "dzisiaj", "tu", "ja". W językach naturalnych wyrażenia okazjonalne stanowią większość wszystkich wyrażeń – są nimi przysłówki, zaimki (np. zaimek osobowy „ja”), czasowniki osobowe, przymiotniki i wiele rzeczowników. Dla języków sztucznych i częściowo sztucznych zadowalające zdefiniowanie okazjonalności wyrażeń w terminach semantycznych nasuwa wiele trudności, w związku z czym istnieje kilka teorii wyrażeń okazjonalnych. W języku sformalizowanym odpowiadają im zmienne wolne w funkcji zdaniowej.

## Wyrażenia okazjonalne w myśli Husserla
Jako jeden z pierwszych pojęcie „wyrażenia okazjonalnego” (niem. okkasioneler Ausdruck) poddał analizie Edmund Husserl. Według Husserla wyrażenie W jest wyrażeniem okazjonalnym wtedy i tylko wtedy, gdy:
1. Występując poza kontekstem wyrażenie W jest pozbawione znaczenia (Bedeutung). Posiada jednak funkcję znaczeniową (Bedeutungsfunktion). Funkcja znaczeniowa wyrażenia W to taka reguła R, która określa sposób jego użycia w danej sytuacji.
2. Występując w kontekście, wyrażenie W posiada znaczenie. Znaczenie to jest jednak zmienne, zależy od sytuacji, w ktrórej wyrażenie zostało użyte. Zmiana znaczenia wyrażenia W dokonuje się w sposób systematyczny, jest bowiem określona przez regułę R.

Husserlowska definicja funkcji znaczeniowej nie jest jasna. Całość rozważań Husserla można rozumieć następująco: wyrażenia okazjonalne są pozbawione znaczenia, jeśli nie odnosi się ich do określonych sytuacji. Istnieje jednak możliwość nadania im znaczenia, o ile zastosuje się je zgodnie z pewną regułą – np. słowo „dziś” (pozbawione znaczenia, gdy funkcjonuje poza kontekstem) odniesie się do dnia, w którym się je wymawia, czyli użyje się takiego wyrażenia w określonym kontekście.
Według Husserla całkowita eliminacja wyrażeń okazjonalnych z języka nie jest możliwa, gdyż nawet w językach sztucznie udoskonalonych ich użycie jest konieczne w procesie budowy ich słownika.

## Wyrażenia okazjonalne w myśli Quine’a i Freudenthala
Teoria okazjonalności wyrażeń Willarda Van Ormana Quine’a opiera się na jego koncepcji zmiennej jako zaimka. Według samego Quine’a koncepcję tę sformułował już Giuseppe Peano w dziele Formulaire de mathématique, z której on sam ją zapożyczył. Zbliżoną koncepcję zaimka jako zmiennej wypracował natomiast Hans Freudenthal.
W koncepcjach tych okazjonalność dowolnego wyrażenia W języka naturalnego J definiuje się budując wpierw definicję okazjonalności dla zaimków. Zaimek W jest dla języka naturalnego J wyrażeniem okazjonalnym, jeśli pełni w nim taką funkcję, jak w językach sztucznych zmienne indywiduowe. Zmienna indywiduowa to taka zmienna, za którą wolno podstawiać nazwy indywiduów – zgodnie z tą definicją wyrażeniami okazjonalnymi języka J są więc takie zaimki, jak „ten”, „on”, „tamten” itp.
Potraktowanie zaimków jako zmiennych indywiduowych możliwe jest dzięki wielu podobieństwom między nimi. I zaimki, i zmienne nie posiadają określonej denotacji. Tak jak za zmienne można podstawiać ich wartości, za zaimki można podstawiać odpowiednie nazwy przedmiotów. Podobnie jak zmienne wiązane są przez operatory, zaimki można wiązać poprzez kontekst sytuacyjny.
Aby rozciągnąć tę definicję okazjonalności wyrażenia w J na inne niż zaimki pełniące funkcje zmiennych indywiduowych wyrażenia uznawane za okazjonalne, np. na słowo „dzisiaj”, trzeba te wyrażenia potraktować jako wyrażenia funkcyjne złożone z takiego zaimka i z innego wyrażenia. Np. wyrażenie „dzisiaj” trzeba potraktować jako wyrażenie funkcyjne „dzień y”, „ten dzień”.
Wyrażenie W języka J jest więc wyrażeniem okazjonalnym, jeśli spełnia jeden z warunków:
1. Pełni funkcję zmiennej indywiduowej.
2. Wyrażenie pełniące funkcję zmiennej indywiduowej jest w nim zawarte.

## Inne koncepcje
Hans Reichenbach przedstawił koncepcję eliminowalności wyrażeń okazjonalnych (ang. token-reflexive words) za pomocą nazw cudzysłowowych. Według Reichenbacha wyrażenie W jest wyrażeniem okazjonalnym, jeśli da się je wyeliminować za pomocą deskrypcji zawierającą nazwę cudzysłowową wyrażenia o kształcie W. W Polsce podobną koncepcję przedstawił Tadeusz Czeżowski.
Jehoszua Bar-Hillel, Peter Strawson i Jerzy Pelc przy definiowaniu wyrażeń okazjonalnych kładą nacisk na ich kontekst pragmatyczny: W jest wyrażeniem okazjonalnym (ang. indexical expression) gdy warunkiem koniecznym spełniania przez W danej funkcji semantycznej jest jego wystąpienie w określonym kontekście pragmatycznym.